# Loveholic
Loveholic (stilizzato come LOVEHOLIC o LOVE HOLIC) è un EP in lingua giapponese della boy band sudcoreana NCT 127, pubblicato nel 2021.

## Tracce
1. Gimme Gimme – 3:39
2. Lipstick – 3:33
3. First Love – 3:00
4. Chica Bom Bom – 3:20
5. Kick It (영웅; Yeong-ung) – 3:53
6. Right Now – 3:13